# 駒ヶ岳駅
駒ヶ岳駅（こまがたけえき）は、北海道茅部郡森町字駒ケ岳にある北海道旅客鉄道（JR北海道）函館本線（本線）の駅である。駅番号はH65。電報略号はコマ。事務管理コードは▲140111。

## 歴史
- 1903年（明治36年）6月28日：北海道鉄道本郷駅（現：新函館北斗駅）- 森駅間延伸開通に伴い宿野辺駅（しゅくのべえき）として開業[3]。一般駅[4]。
- 1904年（明治37年）10月15日：駒ヶ岳駅（当時の表記は「駒ヶ嶽」）に改称[3]。
- 1907年（明治40年）7月1日：北海道鉄道国有化により、国有鉄道の駅となる[4]。
- 1909年（明治42年）10月12日：国有鉄道線路名称制定に伴い、函館本線の駅となる。
- 1949年（昭和24年）6月1日：日本国有鉄道法施行に伴い、日本国有鉄道（国鉄）に継承。
- 1962年（昭和37年）12月1日：貨物扱い廃止[5]。
- 1972年（昭和47年）4月5日：荷物扱い廃止。同時に無人化[6][7]。
- 1978年（昭和53年）12月30日：跨線橋設置[8]。
- 1987年（昭和62年）4月1日：国鉄分割民営化に伴い、北海道旅客鉄道（JR北海道）の駅となる[4]。
- 1988年（昭和63年）3月：駅舎改築[5]。
- 2000年（平成12年）3月11日：快速「アイリス」の下り列車（函館駅発）が廃止され、普通列車のみの停車駅となる。
- 2007年（平成19年）10月1日：駅ナンバリングを実施[JR北 1]。

### 駅名の由来
現駅名は北海道駒ヶ岳（駒ヶ岳）の麓に位置することからの命名である。
旧駅名「宿野辺」はアイヌ語の「シュプン・オ・ペ」（ウグイの群棲するところ）に由来する。

## 駅構造
相対式ホーム2面2線を有する地上駅。列車交換可能な交換駅となっている。互いのホームは駅舎側上り線ホーム南側と対向側下り線ホーム北側を結んだ跨線橋で連絡している。そのほかに下り線から分岐する側線扱いの中線を1線、安全側線を上下各1線有する。1993年（平成5年）時点では下り線の外側に旭川方から分岐した、転轍機を外された側線も1線有していた。
森駅管理の無人駅となっており、有人駅時代の駅舎は改築され、出入り口を覆う合掌や窓上にある飾りの三角形が個性的・印象的な駅舎を有する。駅舎は構内の東側（旭川方面に向かって右側）に位置し、下り線ホーム中央部分に接している。また、別棟にトイレを有する。
大沼駅 - 森駅間のサミット（標高174.7m）に近い、標高174.3mの場所に位置する。

### のりば
| 番線 | 路線      | 方向 | 行先           |
| ---- | --------- | ---- | -------------- |
| 1    | ■函館本線 | 上り | 大沼・函館方面 |
| 2    | ■函館本線 | 下り | 森・長万部方面 |

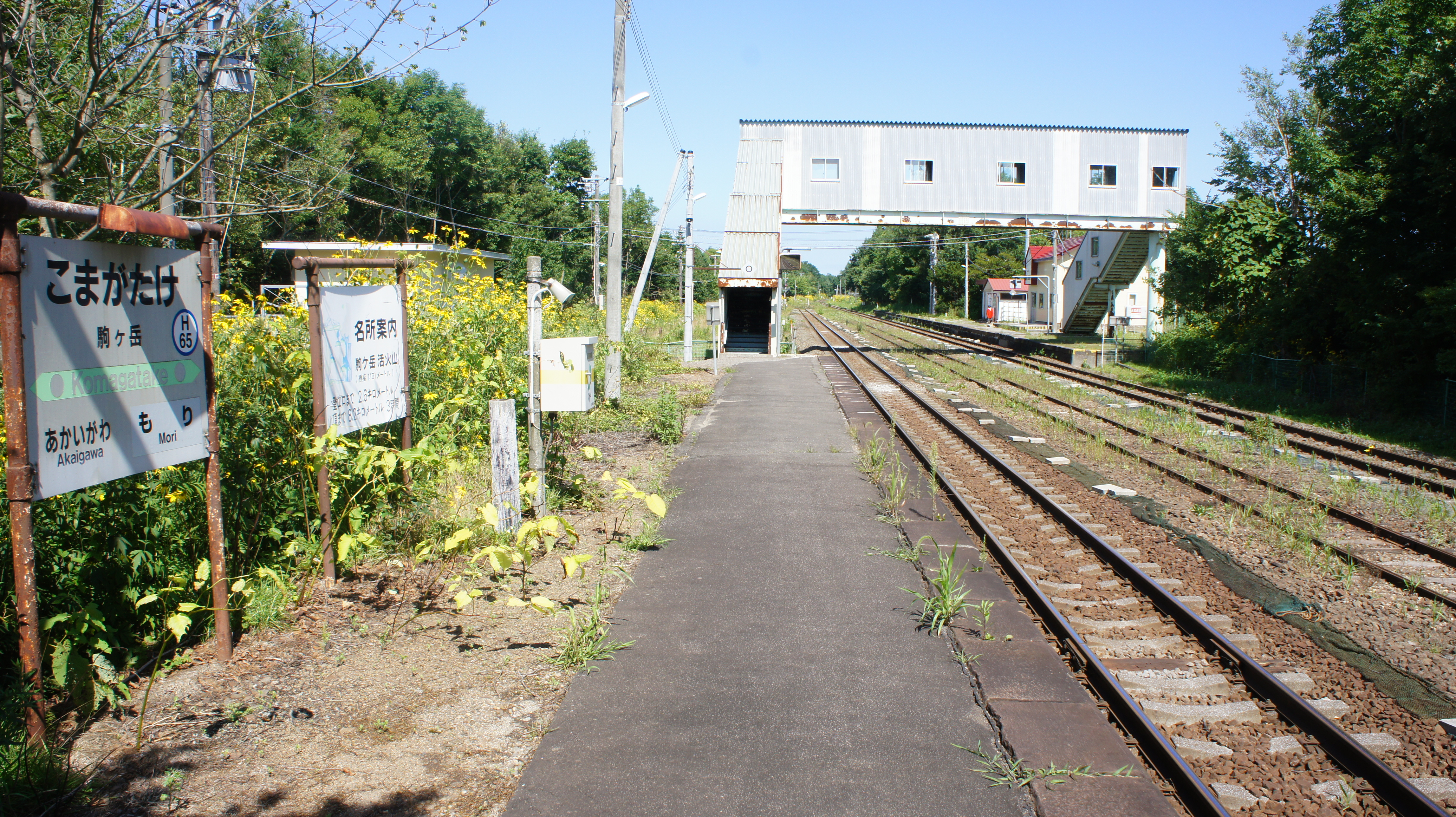
ホーム（2017年9月）
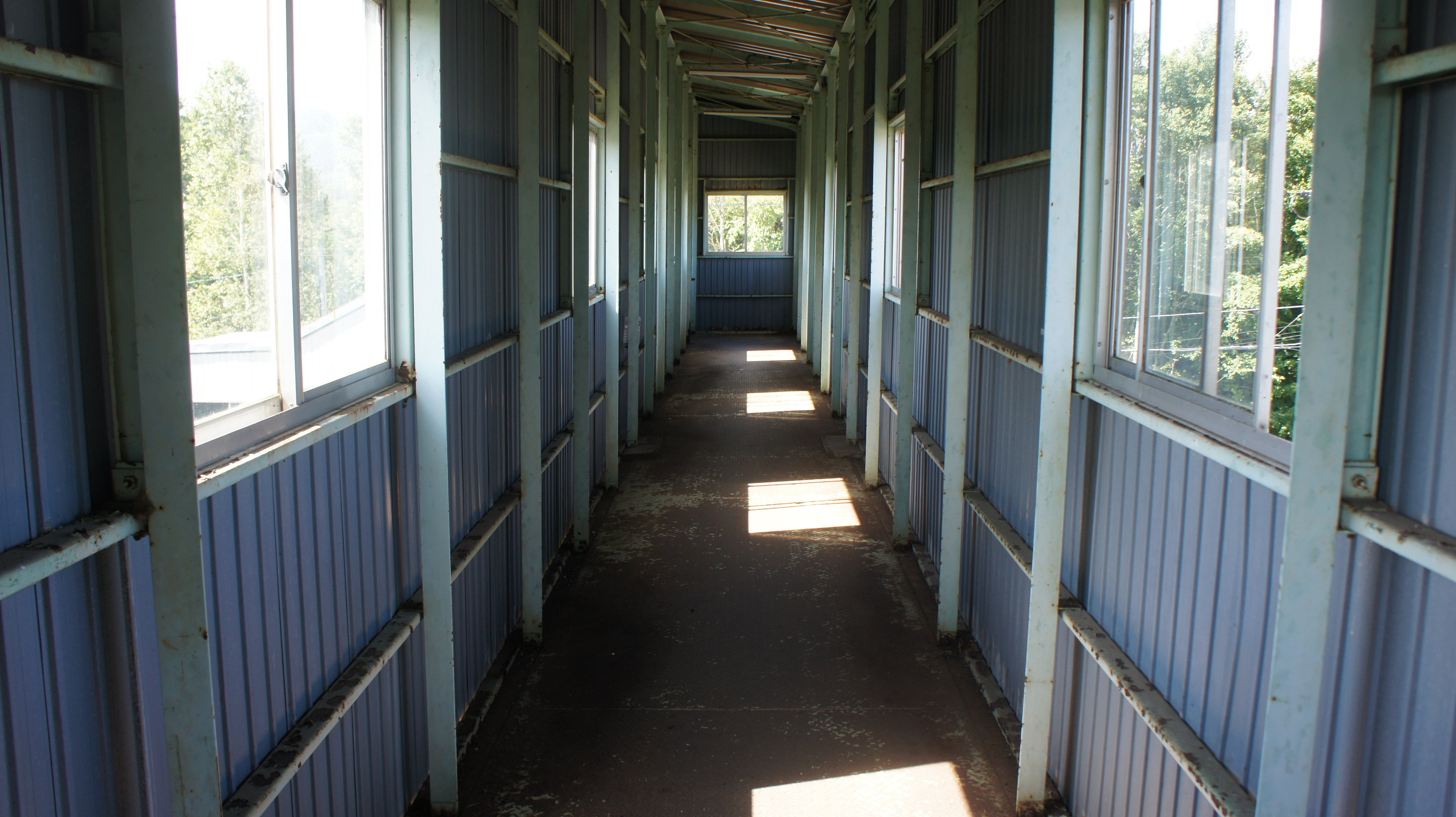
跨線橋（2017年9月）

## 利用状況
乗車人員の推移は以下の通り。年間の値のみ判明している年度は日数割で算出した参考値を括弧書きで示す。出典が「乗降人員」となっているものについては1/2とした値を括弧書きで乗車人員の欄に示し、備考欄で元の値を示す。
また、「JR調査」については、当該の年度を最終年とする過去5年間の各調査日における平均である。
| 年度               | 乗車人員（人） | 乗車人員（人） | 乗車人員（人） | 出典       | 備考                |
| 年度               | 年間           | 1日平均        | JR調査         | 出典       | 備考                |
| ------------------ | -------------- | -------------- | -------------- | ---------- | ------------------- |
| 1978年（昭和53年） |                | 45.0           |                | [ 11 ]     |                     |
| 1981年（昭和56年） |                | (15.5)         |                | [ 12 ]     | 1日乗降客数は31人。 |
| 1992年（平成4年）  |                | (28.0)         |                | [ 9 ]      | 1日乗降客数は56人。 |
| 2015年（平成27年） |                |                | 「10名以下」   | [ JR北 2 ] |                     |
| 2017年（平成29年） |                |                | 6.0            | [ 13 ]     |                     |
| 2018年（平成30年） |                |                | 5.8            | [ 14 ]     |                     |
| 2019年（令和元年） |                |                | 「10名以下」   | [ JR北 3 ] |                     |
| 2020年（令和2年）  |                |                | 「10名以下」   | [ JR北 4 ] |                     |

## 駅周辺

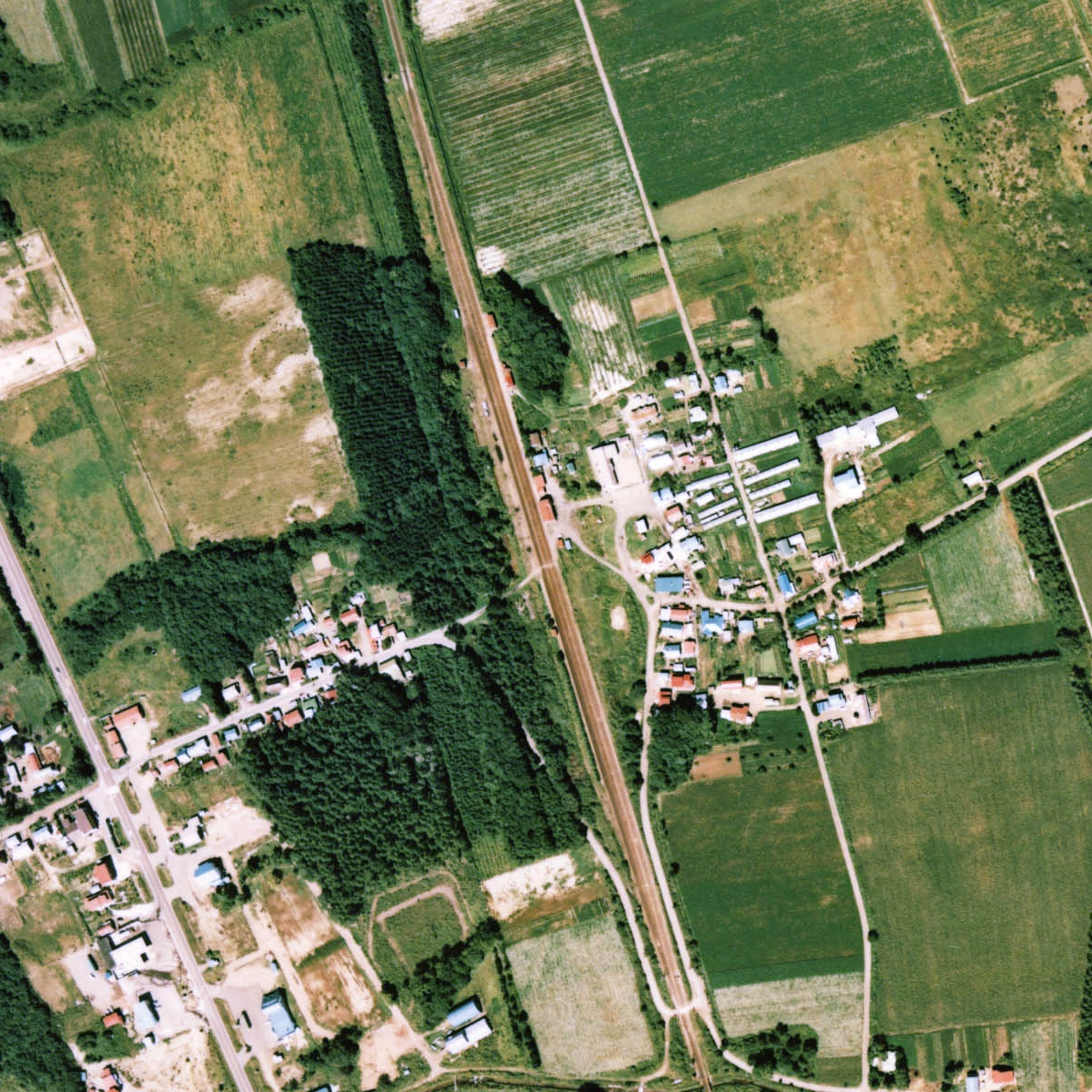
1976年の駒ヶ岳駅と周囲約750 m範囲。下が函館方面。昭和37年の比較的早い時期に貨物取扱い廃止となっているため、駅裏側に敷かれた貨物積卸線跡はすっかり草生している。

当駅はわずか数十戸ほどの小さな集落の中に位置している。集落には郵便局や小学校などあるが、集落の外に出ると牧場などが広がっている。
駒ヶ岳は当駅から北東の方角に見える。
かつては当駅も駒ヶ岳登山の下車駅であったが、同山の火山活動のため現在は赤井川ルート・6合目ゲート以外からの入山は禁じられており、入山届の設置も同ゲートのみ、解放期間も6月1日から10月31日までの9時から15時までと制限されている。
- 国道5号
- 森警察署駒ヶ岳駐在所
- 駒ヶ岳郵便局
- 駒ヶ岳登山口 ※現在は閉鎖
- ソダシャロレー牧場
- ワールド温泉
- ワールド温泉牧場
- 森町立駒ヶ岳小学校
- 函館バス「駒ヶ岳駅通」停留所[16]
- 森町地域公共交通バス「駒ヶ岳郵便局前」[17]

## 隣の駅
北海道旅客鉄道（JR北海道）
■函館本線（本線）
赤井川駅 (H66) - 駒ヶ岳駅 (H65) - *東山駅 (H64) - （姫川信号場） - 森駅 (H62)
*打消線は廃駅

### JR北海道
1. ↑  『駅番号表示（駅ナンバリング）を実施します』（PDF）（プレスリリース）北海道旅客鉄道、2007年9月12日。オリジナルの2007年9月30日時点におけるアーカイブ。2014年9月6日閲覧。
2. ↑  “極端にご利用の少ない駅（3月26日現在）” (PDF). 平成28年度事業運営の最重点事項.   北海道旅客鉄道. p. 6 (2016年3月28日). 2017年9月25日閲覧。
3. ↑  “駅別乗車人員” (PDF). 地域交通を持続的に維持するために > 全線区のご利用状況.   北海道旅客鉄道 (2020年10月30日). 2020年11月2日時点のオリジナルよりアーカイブ。2020年11月4日閲覧。
4. ↑  “駅別乗車人員” (PDF). 地域交通を持続的に維持するために > 全線区のご利用状況.   北海道旅客鉄道 (2021年9月30日). 2022年1月1日時点のオリジナルよりアーカイブ。2022年1月1日閲覧。